# ساکدا جومدی
ساکدا جومدی (تایلندی: ศักดา เจิมดี؛ زادهٔ ۷ آوریل ۱۹۸۲) بازیکن سابق و مربی فوتبال اهل تایلند است.
از باشگاه‌هایی که در آن بازی کرده است می‌توان به باشگاه فوتبال جومپسری یونایتد و باشگاه فوتبال هوانگ آنه جیا لای اشاره کرد.
وی همچنین در تیم‌های ملی فوتبال زیر ۲۳ سال تایلند، و تایلند بازی کرده است.